# 2-(2-乙氧基乙氧基)乙醇
2-(2-乙氧基乙氧基)乙醇是一种有机化合物，结构简式CH3CH2OCH2CH2OCH2CH2OH，常温常压下为无色液体，是常见商业应用的溶剂，由乙醇的乙氧基化生产。